# Rinus van den Berge
Rinus van den Berge, właśc. Marinus van den Berge (ur. 12 marca 1900 w Rotterdamie, zm. 23 października 1972 tamże) – holenderski lekkoatleta (sprinter), medalista olimpijski z 1924.
Swój największy sukces odniósł na igrzyskach olimpijskich w 1924 w Paryżu, gdzie zdobył brązowy medal w sztafecie 4 × 100 metrów (w składzie: Jaap Boot, Harry Broos, Jan de Vries i Van den Berge na ostatniej zmianie). Sztafeta ta wyrównała rekord świata w biegu eliminacyjnym czasem 42,0 s, ale w finale pomimo jeszcze lepszego rezultatu 41,8 s uległa drużynom Stanów Zjednoczonych i Wielkiej Brytanii. Van den Berge startował na tych igrzyskach również w biegu na 100 metrów i biegu na 200 metrów, ale w obu tych konkurencjach odpadł w ćwierćfinałach.
Wystąpił także na igrzyskach olimpijskich w 1928 w Amsterdamie, gdzie odpadł w ćwierćfinałach biegów na 100 metrów i na 200 metrów oraz w eliminacjach biegu na 400 metrów i sztafety 4 × 400 metrów (w składzie: Andries Hoogerwerf, Adriaan Paulen, Broos i Van den Berge).
W 1924 ustanowił rekord Holandii w biegu na 100 metrów czasem 10,6 s, który potem wielokrotnie wyrównywał. 25 sierpnia 1929 w Amsterdamie wyrównał rekord Holandii na 200 metrów wynikiem 22,0. Dwukrotnie poprawiał rekord w sztafecie 4 × 100 metrów, do wyniku 41,7 s (12 września 1926 w Kolonii) oraz w sztafecie 4 × 400 metrów, do czasu 3:28,4 (7 sierpnia 1927 w Haarlem). Jego rekord życiowy na 100 metrów wynosił 10,6, na 200 metrów 21,3, a na 400 metrów 50,0.
Był mistrzem Holandii na 100 metrów w 1926, 1927, 1929 i 1932 oraz na 200 metrów w latach 1925–1927, 1929 i 1932.